# يوتاكا إيتو
يوتاكا إيتو (باليابانية: 伊藤 豊) (23 أبريل 1978 في أوساكا في اليابان – )؛ هو لاعب كرة قدم سابق كان يلعب كمدافع.